# Попово (Закарпатская область)
Попо́во (укр. Попово, венг. Csonkapapi Чонкапапи) — село в Косоньской сельской общине Береговского района Закарпатской области Украины.
Население по переписи 2001 года составляло 929 человек. Занимает площадь 1,21 км².
В ноябре 2013 года журналист программы «Факты недели» телекомпании ICTV попытался объясниться с местными жителями и найти хотя бы одного украинца. Выяснилось, что подавляющее большинство жителей не понимают ни украинского, ни русского, и говорят на венгерском языке.